# مارتیزی
مارتیزی (به فرانسوی: Martizay) یک کمون در فرانسه است که در اندر واقع شده‌است. مارتیزی ۳۹ کیلومتر مربع مساحت و ۱٬۰۳۹ نفر جمعیت دارد و ۸۴ متر بالاتر از سطح دریا واقع شده‌است.